# Одлази циркус
Одлази циркус је други и посљедњи албум групе Рани мраз. 
Као што је то био случај са њиховим првим албумом, Мојој мами место матурске слике, два званична члана Раног мраза, Ђорђе Балашевић и Биљана Крстић, снимили су Одлази циркус са студијским музичарима. Са овог албума су се издвојиле пјесме „Мирка“, „Па добро где си ти“, баладе „Менует“, „Живот је море“, „Одлази циркус“ и „Прича о Васи Ладачком“. Године 2006. „Прича о Васи Ладачком“ је рангирана на 13. мјесту листе Б92 100 најбољих домаћих песама.

## Албум
Један од радних наслова је био и Одлазак аматера. Албум је снимљен у току пролећа, а најављен у току лета.
Две године касније, снимљен је анимирани спот за насловну нумеру.

## Списак пјесама
Све пјесме је написао Ђорђе Балашевић.
1. „Прича о Васи Ладачком“ – 5:48
2. „Још једна горка песма“ – 3:40
3. „Нисам био ја за њу“ – 3:24
4. „Менует“ – 3:29
5. „Живот је море“ – 3:25
6. „Па добро где си ти“ – 3:51
7. „Мирка“ – 4:13
8. „О, како тужних љубави има“ – 4:07
9. „Остаје ми то што се волимо“ – 4:33
10. „Одлази циркус“ – 3:32